# Courcelles-lès-Semur
Courcelles-lès-Semur is een gemeente in het Franse departement Côte-d'Or (regio Bourgogne-Franche-Comté) en telt 187 inwoners (1999). De plaats maakt deel uit van het arrondissement Montbard.

## Geografie
De oppervlakte van Courcelles-lès-Semur bedraagt 12,1 km², de bevolkingsdichtheid is 15,5 inwoners per km².
De onderstaande kaart toont de ligging van Courcelles-lès-Semur met de belangrijkste infrastructuur en aangrenzende gemeenten.

## Demografie
Onderstaande figuur toont het verloop van het inwonertal (bron: INSEE-tellingen).